# 房業涵
房業涵（1992年6月13日—），臺灣新聞主播、記者、主持人。現任東森新聞台《東森假日晚間新聞》主播 ，2012年就讀輔仁大學時進入華視工讀，擔任社會線警政記者，2014年畢業後通過主播徵試，成為華視新聞主播及生活組記者。2015年1月被網友票選「純度」最高主播。2020年7月跳槽東森新聞台。曾任《華視晚間新聞》當家主播、東森財經新聞台 理財達人秀《房市在哈囉》主持人、東森新聞台《台灣NEXT》節目主持人兼製作人、《聚焦新視界》主持人。

## 學歷
- 國立台灣大學創業創新管理碩士在職專班[10]（EiMBA，畢業）
- 輔仁大學新聞學系
- 台中市私立曉明女子高級中學

## 經歷
- 華視新聞 計時人員、記者、氣象主播、兼任主播、專任主播、晨間新聞主播、假日午間新聞主播、晚間新聞當家主播、主持人（2012年─2020年6月30日）
- 華視主頻《莒光園地》主持人（2016年3月24日-至今）
- 東森新聞台專任主播、主持人、製作人、假日晚間新聞主播（2020年7月18日－至今）
- 東森財經新聞台主持人（2020年8月20日－2020年10月15日）

## 生平
- 房業涵就讀輔仁大學新聞學系，二年級時偶然看見徵才廣告跑去應徵，也順利成為了華視新聞部的計時人員。
- 畢業後，房業涵繼續留任華視，並成為社會線及生活線記者，同時擔任各節新聞的氣象主播，常與時任當家主播蘇逸洪搭檔。
- 曾固定播報華視晨間新聞與晚間氣象，台風穩健、清晰又生活化的播報方式，廣受到觀眾好評。
- 2018年起，致力於淨化新聞內容之改革，受到網友力挺青睞，被封為國民主播，也因長相漂亮、甜美與親切，亦主持莒光園地，為七八年級生屆的莒光女神。
- 2018年2月，蘇逸洪離開華視，房業涵接手《華視晚間新聞》，她曾坦言：「以為長官會找另一個人來接」[11]，成為台灣最年輕的晚間新聞當家主播。同時，陳子見接手午間新聞時段，新聞內容也順勢改變，摒棄「三器新聞」（即來自「監視器」、「行車記錄器」、「網路瀏覽器」之單純追求「公眾興趣」，而非「公眾利益」的腥羶色新聞），也開始受到觀眾關注。
- 2020年6月30日，房業涵與華視合約到期，當日播完《華視晚間新聞》後離職[12][13]。7月加入東森新聞台並於18日起，擔任每週六日晚間6、7點《東森假日晚間新聞》主播。[14]
- 2021年1月16日～2021年12月25日，週六晚間8點曾主持【東森新聞台】全新假日不定期節目《台灣NEXT》，並兼任節目製作人。
- 2023年7月19日～2023年9月15日，曾代班播報《東森新聞台》平日晚間8、9點《東森世界日報》。

## 主持作品

### 曾主持或主播過的節目
| 年份                         | 頻道                     | 節目                                                       | 備註               |
| 2015年1月─2017年12月         | 華視主頻、華視新聞資訊台 | 《華視晨間新聞》                                           | 主播               |
| 2015年6月─2017年12月         | 華視主頻、華視新聞資訊台 | 《華視午間新聞》                                           | 假日主播           |
| 2015年10月                   | 華視主頻、華視新聞資訊台 | 《傳承金門好味道》                                         | 主持人             |
| 2015年12月─至今              | 華視主頻、華視新聞資訊台 | 《莒光園地》                                               | 主持人             |
| 2016年10月10日               | 華視主頻、華視新聞資訊台 | 《國慶轉播特別節目》                                       | 主播               |
| 2017年8月19日                | 華視主頻、華視新聞資訊台 | 《2017台北世大運開幕典禮》                                 | 主持人             |
| 2018年2月1日─2020年6月30日   | 華視主頻、華視新聞資訊台 | 《華視晚間新聞》                                           | 當家主播           |
| 2018年3月21日─2018年9月14日  | 華視主頻、華視新聞資訊台 | 《逐鹿百里侯》                                             | 節目主持人         |
| 2018年11月24日               | 華視主頻、華視新聞資訊台 | 《2018逐鹿百里侯選戰特別報導》                             | 開票主播           |
| 2020年1月11日                | 華視主頻、華視新聞資訊台 | 《決戰2020大選看華視CTS》                                  | 開票主播           |
| 2020年7月18日─至今           | 東森新聞台               | 《東森假日晚間新聞》                                       | 主播               |
| 2020年7月22日-2023年3月2日   | 東森新聞台               | 《1700東森晚間新聞》                                       | 平日主播           |
| 2020年7月18日─至今           | 東森新聞台               | 《東森整點新聞》                                           | 主播               |
| 2020年10月2日─至今           | 東森新聞台               | 《東森晚間新聞》                                           | 代班主播           |
| 2020年8月4日-2022年10月7日   | 東森新聞台               | 《黃金8、9點新聞》                                         | 代班主播           |
| 2020年8月20日─2020年10月15日 | 東森財經新聞台           | 《理財達人秀》                                             | 主持人             |
| 2020年11月29日               | 東森新聞台               | 《美豬萊了 台豬升級 特別報導》                             | 主持人             |
| 2021年1月2日                 | 東森新聞台               | 《東森追追追 新聞想不到 特別報導》                         | 主持人             |
| 2021年1月16日-2021年12月25日 | 東森新聞台               | 《台灣NEXT》                                               | 節目主持人、製作人 |
| 2021年1月16日                | 東森新聞台               | 《2021年桃園市第七選舉區市議員王浩宇罷免案》開票特別報導   | 開票主播           |
| 2021年2月6日                 | 東森新聞台               | 《2021年高雄市第九選舉區市議員黃捷罷免案》開票特別報導     | 開票主播           |
| 2021年10月14日-至今          | 東森新聞台               | 《東森世界日報》（晚間89點時段）                           | 代班主播           |
| 2021年10月23日               | 東森新聞台               | 《2021年臺中市第二選舉區立法委員陳柏惟罷免案》開票特別報導 | 開票主播           |
| 2022年11月                   | 東森新聞台               | 《2022縣市長選戰特別報導》                                 | 專訪主播           |
| 2022年11月26日               | 東森新聞台               | 《2022決戰九合一科技開票看東森》2200開票特別報導           | 主播               |
| 2023年10月10日               | 東森新聞台               | 《2023國慶大典特別報導》                                   | 現場轉播主播       |
| 2024年1月13日                | 東森新聞台               | 《2024大選看東森》決戰2024大選開票看東森                   | 開票主播           |
| 2024年5月4日～2025年4月      | 東森新聞台               | 《聚焦新視界》                                             | 主持人             |
| 2024年5月20日                | 東森新聞台               | 《520新總統報到》                                          | 現場轉播主播       |

## 殊榮

### 中央氣象局
| 年份      | 獲提名     | 獎項                 | 結果 |
| --------- | ---------- | -------------------- | ---- |
| 2015年1月 | 中央氣象局 | 民間氣象播報培訓證書 | 獎勵 |

### 中華電視公司
| 年份      | 獲提名       | 獎項             | 結果 |
| --------- | ------------ | ---------------- | ---- |
| 2017年1月 | 中華電視公司 | 年度最優秀勞工獎 | 獲獎 |

### 華視主播訓練班
| 年份      | 獲提名 | 獎項                                  | 結果     |
| --------- | ------ | ------------------------------------- | -------- |
| 2017年1月 |        | 華視主播訓練班/華視兒童主播訓練班講師 | 講師殊榮 |

### 氣象應用推廣基金會
| 年份       | 獲提名                 | 獎項                     | 結果 |
| ---------- | ---------------------- | ------------------------ | ---- |
| 2017年12月 | 《氣象應用推廣基金會》 | 2017優質氣象主播播報評選 | 入圍 |

### DailyView網路溫度計
| 年份           | 獲提名                                     | 獎項                  | 結果   |
| -------------- | ------------------------------------------ | --------------------- | ------ |
| 2019年12月8日  | DailyView網路溫度計《KEYPO大數據關鍵引擎》 | TOP20超人氣仙女主播   | 第11名 |
| 2020年12月11日 | DailyView網路溫度計《KEYPO大數據關鍵引擎》 | 新生代亮眼女主播TOP10 | 第二名 |

### PTT票選
| 年份          | 獲提名 | 獎項                        | 結果 |
| ------------- | ------ | --------------------------- | ---- |
| 2020年12月7日 |        | 2020台灣最正的女主播PTT票選 | 冠軍 |

### 香港01
| 年份         | 獲提名 | 獎項                             | 結果 |
| ------------ | ------ | -------------------------------- | ---- |
| 2022年6月6日 |        | 2022五大台灣新聞女神《網民》票選 | 冠軍 |

### 全球華文永續報導獎
| 年份          | 獲提名                                                | 獎項                                        | 結果 |
| ------------- | ----------------------------------------------------- | ------------------------------------------- | ---- |
| 2021年8月18日 | 台灣NEXT『全球舊衣災難尋解方 再製燃料棒讓廢衣變能源』 | 《2021全球華文永續報導獎》-專業組影片類     | 入圍 |
| 2021年8月18日 | 台灣NEXT『砍樹種電引撻伐！屋頂型光電才是歸宿』        | 《2021全球華文永續報導獎》-專業組影片類     | 入圍 |
| 2022年8月     | 台灣NEXT『大震之前』系列報導                          | 《2022全球華文永續報導獎》-專業組（影片類） | 首獎 |

### 財團法人台灣媒體觀察教育基金會
| 年份          | 獲提名                        | 獎項                                                | 結果 |
| ------------- | ----------------------------- | --------------------------------------------------- | ---- |
| 2022年11月1日 | 危脆之島-高房價下的地質未爆彈 | 《消費者權益報導獎》電視及網路（影音）類 專題報導獎 | 佳作 |

## 採訪經歷
- 華視新聞社會、警政、娛樂線。
- 華視新聞生活線。
- 2013年10月颱風菲特。
- 2014年高雄氣爆事故。
- 復興航空222號班機空難。
- 八仙樂園彩色派對火災。
- 2015年7月颱風燦鴻。
- 2015年華視晚間新聞《私房話題》[17]
- 華視晚間新聞《私房話題》消費類專題、《打開世界之門》國際類專題、《華視打假特攻隊》。
- 華視晚間新聞 小資做頭家系列報導（挖掘各式新創產業）
- 華視晚間新聞 翻轉低薪系列報導（年輕人創業故事）
- 東森假日晚間新聞《主播點評》希臘式優格添加物解密（消費者權益把關）
- 東森假日晚間新聞《主播點評》5G實驗室（揭開未來應用鏈）

## 外部連結
- 房業涵Mena的Facebook專頁
- 房業涵的Instagram帳戶
- YouTube上的【房業涵主播】東森新聞播放列表—東森新聞 CH51